# Enna
Pour les articles homonymes, voir Enna (genre d'araignées), August Enna (compositeur), Bruno Enna (scénariste de BD), Franco Enna (écrivain) et ENNA (École normale nationale d'apprentissage).
Enna, connue dans l'Antiquité sous la forme Henna et au Moyen Âge sous le nom de Castrugiuvanni, est une ville italienne dans la province de même nom en Sicile.
Forteresse perchée au centre de l'île, elle est surnommée « le nombril de la Sicile ».

## Géographie
Enna est située au centre de la Sicile, à 900 m d'altitude, sur le mont San Giuliano.

### Hameaux
Les frazioni et lieux-dits de la commune sont : Enna Bassa, Pergusa, Borgo Cascino, Calderari et Bondo Ennate.

### Communes limitrophes
Les communes attenantes à Enna sont : Agira, Aidone, Assoro, Calascibetta, Caltanissetta (CL), Gangi (PA), Leonforte, Piazza Armerina, Pietraperzia, Santa Caterina Villarmosa (CL), Valguarnera Caropepe et Villarosa.

### Climat
Le climat d'Enna est de type méditerranéen avec une influence montagnarde à cause de l'altitude.
| Mois                              | jan. | fév. | mars | avril | mai  | juin | jui. | août | sep. | oct. | nov. | déc. |
| --------------------------------- | ---- | ---- | ---- | ----- | ---- | ---- | ---- | ---- | ---- | ---- | ---- | ---- |
| Température minimale moyenne (°C) | 2    | 2    | 3    | 5     | 10   | 14   | 18,3 | 18,5 | 15,2 | 12,4 | 9,5  | 4    |
| Température moyenne (°C)          | 4,5  | 5    | 6,5  | 9     | 14,5 | 19   | 25,4 | 25,8 | 23,8 | 20,8 | 16,5 | 6    |
| Température maximale moyenne (°C) | 7    | 8    | 10   | 13    | 19   | 24   | 29,4 | 29,6 | 27,4 | 24,3 | 19,6 | 8    |

## Histoire
Enna (Enna en grec, Henna en latin) a été une cité importante au cœur de la Sicile, « nombril »  de l'île selon Diodore de Sicile, et évoquée entre autres par Cicéron dans son plaidoyer Contre Verrès. Le Dictionnaire de la Géographie grecque et romaine de William Smith, en 1854, évoque son histoire dans un article.
Ville sicule, elle est influencée par la culture grecque des colons de Gela à partir du VIIe siècle. Elle est sous le joug des tyrans de Syracuse Denys l’Ancien, puis Agathoclès avant d'être dominée par les Carthaginois puis de tomber sous le contrôle des Romains en -258.
Pendant la seconde guerre punique, en 213 av. J.-C., le préfet romain L. Pinarius massacre dans le théâtre les habitants d’Enna, partisans de Carthage.
Le massacre de l'un des principaux propriétaires d'Enna, Damophilos, et de son épouse Mégallis, par leurs esclaves en 140 ou 139 av. J.-C. marque le début de la première guerre servile. La ville, dévastée par quatre cents esclaves révoltés contre Rome, devient pour quelques années la capitale du royaume servile dirigé par le Syrien Eunous. Enna peine à se relever de ce conflit, et ne compte plus au début de l'Empire qu'un petit nombre d'habitants, aux dires de Strabon.
Lieu légendaire du rapt de Coré par Hadès, Enna développe très tôt le culte de Perséphone et Cérès et devient un important centre religieux. Un temple est érigé en l'honneur de Déméter sur la Rocca di Cerere, éperon qui domine le village.
Les Aghlabides assiègent en 827 la forteresse, devant laquelle meurt l'usurpateur Euphèmios, mais ne parviennent pas à la faire tomber. Les campagnes environnantes subissent plusieurs razzias mais la cité résiste jusqu'en janvier 859, quand un prisonnier byzantin indique, en échange de la vie sauve, une conduite d'eau qui permet aux Arabes de pénétrer dans la citadelle et de s'en emparer.
En 1086, la ville, qui appartenait à l'émirat de Sicile, est reconquise par les Normands sur les musulmans de l'émir Hamud.
Au XIIIe siècle, le roi Frédéric II de Sicile y fait édifier un nouveau château.

## Administration
| Période                                  | Période  | Identité        | Étiquette       | Qualité |
| ---------------------------------------- | -------- | --------------- | --------------- | ------- |
| 17 mai 2005                              | En cours | Gaspare Agnello | Parti démocrate |         |
| Les données manquantes sont à compléter. |          |                 |                 |         |

## Éducation
Enna est le siège de la quatrième université de la Sicile, l'Université Kore d'Enna.

## Culture et patrimoine

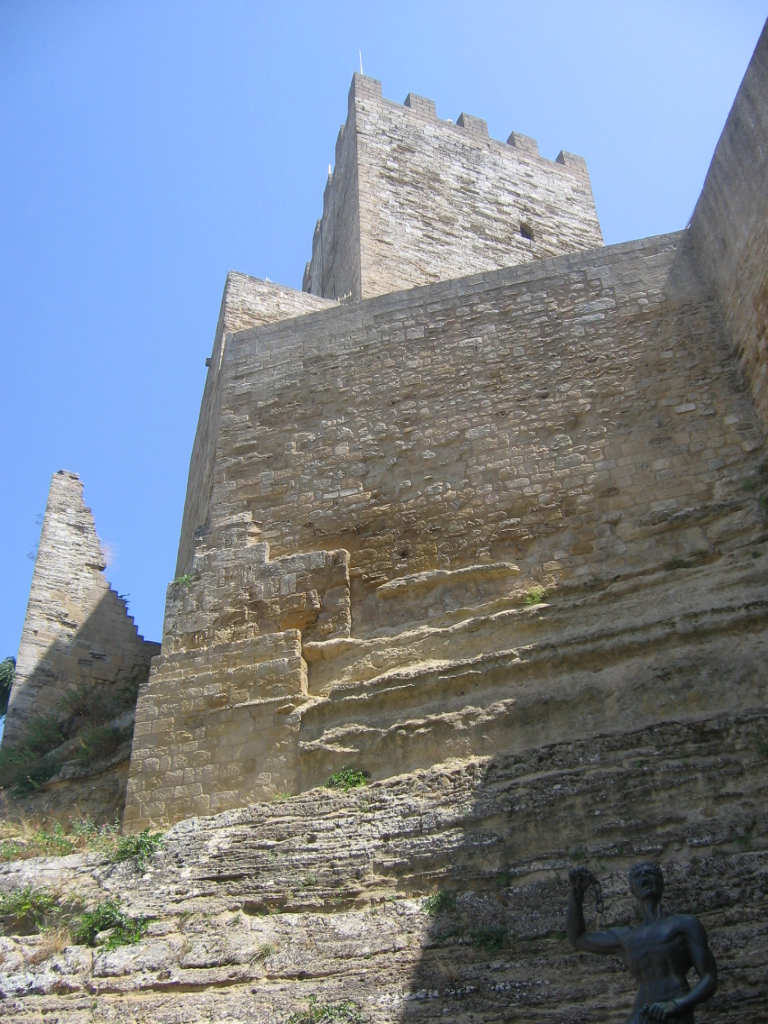
Le château de Lombardie.

- Le château de Lombardie (XIIIe siècle) est l'un des plus grands et importants châteaux de la Sicile. La Torre Pisana est la tour principale. À l'intérieur se trouve un théâtre.
- Duomo : commencé en 1307, complété aux XVIe et XVIIe siècles.
- Musée Alessi : monnaies, peintures et trésor d'orfèvrerie de la cathédrale (XVIIe siècle)
- Torre di Federico : c'est la tour principale de la ville, et c'était aussi le palais d'été du roi de Sicile Federico II di Svevia. Elle est haute de 24 m.
- Musée archéologique régional d'Enna : pièces archéologiques trouvées à Pergusa.
- Lac de Pergusa : c'est le seul lac naturel de la Sicile, lieu de passage de 50 % des oiseaux de l'île, parmi lesquels beaucoup d'espèces rares. Dans la réserve naturelle, il y a une zone archéologique et la piste de course automobile la plus importante de l'Italie du Sud.

## Personnalités liées à la commune
- Saint Elie (-903), né à Enna, moine basilien (fête le 17 août).
- Francesco Paolo Neglia (1874-1932), compositeur italien né à Enna.
- Arturo Licata (1902-2014), doyen masculin de l'humanité à partir du 23 juillet 2013, est né et mort dans la commune.
- Franco Enna (1921-1990), écrivain et scénariste italien, né à Enna.
- Jean Lucienbonnet, de nom de naissance Lucien Jean Bonnet, un coureur automobile français décédé le 19 août 1962 à Enna.
- Calogero Lo Giudice (1938-2021), homme politique italien.